# Onomastus simoni
Onomastus simoni är en spindelart som beskrevs av Zabka 1985. Onomastus simoni ingår i släktet Onomastus och familjen hoppspindlar. Inga underarter finns listade i Catalogue of Life.